# Paratrichosoma
Genre
Paratrichosoma est un genre de nématodes de la famille des Capillariidae.

## Description
La cuticule est épaisse, avec de nombreux pores. Le stichosome est constitué d'une unique rangée de stichocytes très allongés et s'arrête très antérieurement à la jonction œsophago-intestinale. Chez le mâle, l'extrémité postérieure est simple, dépourvue de palettes caudales, de bourse membraneuse et de quelconques lobes ou papilles génitales. L'ouverture cloacale est située tout au bout de l'extrémité postérieure. Le spicule est très sclérifié, et sa gaine est épineuse. La femelle n'a pas d'appendice vulvaire.

## Hôtes
Les espèces de ce genre parasitent la peau de crocodiles.

## Taxinomie
Le genre est décrit en 1978 par Ashford et Muller. Dans sa monographie de 2001 sur les nématodes de la super-famille des Trichinelloidea parasitant les animaux à sang froid, le parasitologiste tchèque František Moravec reconnaît les deux espèces suivantes dans le genre Paratrichosoma :
- Paratrichosoma crocodylus Ashford & Muller, 1978[4], décrit sous le nom de Paratrichosoma crocodilus (avec un « i »)[2]
- Paratrichosoma recurvum (Solger, 1877)[5]